# Anne-Josephine Cannan
Anne-Josephine Cannan (Soyaux, 1984) és una enòloga i sommelier d’ascendència francesa i anglesa que dirigeix el celler Clos Figueras del Priorat.

## Trajectòria
Prové d’una família d’importadors i productors de vi de Bordeus i, ja des de ben petita, va estar en contacte amb cellers de tot el món, i va conèixer de primera mà diferents maneres d’elaborar el vi. El seu pare va fer el pas a la producció de vi el 1997, adquirint la finca Clos Figueras del Priorat, assessorat per René Barbier. Tot i que inicialment no sentia un interès especial per dedicar-se al món del vi, Anne Cannan es va formar a l’Escola d’Enologia de Falset i posteriorment va treballar en cellers de França, Argentina i Austràlia.
Va prendre el relleu del celler familiar l’any 2008 i el va expandir a altres productes, com el vi dolç o l’oli, i activitats de restauració i hoteleria. El 2024, a més, va obrir una vinoteca a Gratallops, la població amb més cellers del Priorat.
La tradició familiar i la seva experiència al capdavant del celler li han permès dirigir una empresa que distribueix a tot l’estat espanyol i exporta el 60% de la seva producció a Suïssa, Estats Units i Bèlgica. El vi que produeix prové de la vinya vella de garnatxa i carinyena de la finca original, així com d’altres varietats que s’hi han anat plantant, com syrah, cabernet i viognier. Igualment, el celler produeix oli de les oliveres centenàries de la varietat arbequina que ja estaven plantades a la finca. Anne Canan compara la seva feina amb la dels perfumistes, en tant que mescla vi de diferents botes, buscant els diferents aromes que li confereix cada raïm, i jugant amb l’acidesa i el temps que el vi passa en bota.
Anne Cannan és, així mateix, la creadora i impulsora de l’associació Mujeres del Vino, que reuneix dones professionals del sector, ja siguin productores, enòlogues o periodistes especialitzades, per a donar a conèixer la qualitat de la seva feina.